# Mechanic Falls (Maine)
Mechanic Falls es un pueblo ubicado en el condado de Androscoggin en el estado estadounidense de Maine. En el Censo de 2010 tenía una población de 3.031 habitantes y una densidad poblacional de 104,88 personas por km².

## Geografía
Mechanic Falls se encuentra ubicado en las coordenadas 44°6′18″N 70°24′17″O / 44.10500, -70.40472. Según la Oficina del Censo de los Estados Unidos, Mechanic Falls tiene una superficie total de 28.9 km², de la cual 28.48 km² corresponden a tierra firme y (1.45%) 0.42 km² es agua.

## Demografía
Según el censo de 2010, había 3.031 personas residiendo en Mechanic Falls. La densidad de población era de 104,88 hab./km². De los 3.031 habitantes, Mechanic Falls estaba compuesto por el 96.7% blancos, el 0.33% eran afroamericanos, el 0.49% eran amerindios, el 0.26% eran asiáticos, el 0% eran isleños del Pacífico, el 0.26% eran de otras razas y el 1.95% pertenecían a dos o más razas. Del total de la población el 0.79% eran hispanos o latinos de cualquier raza.

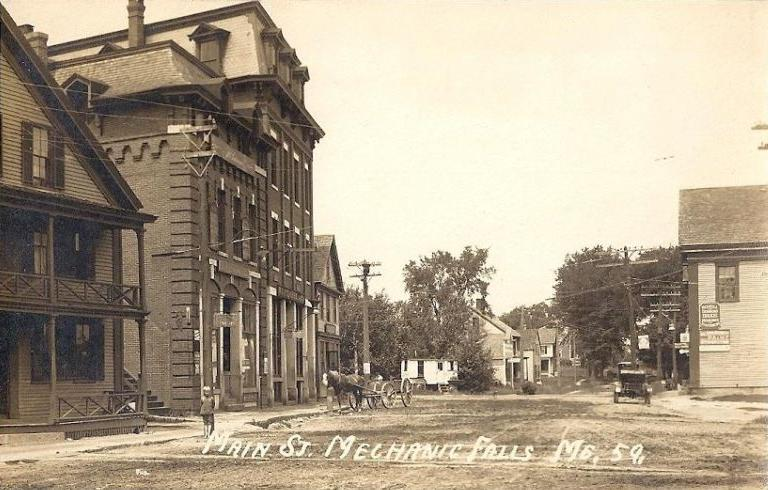
Calle principal en 1913
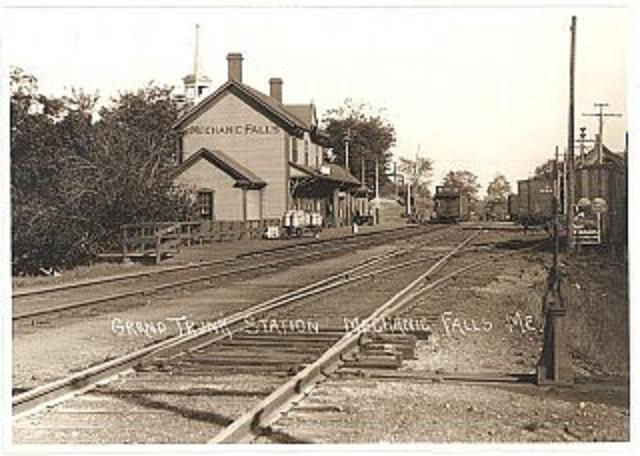
Estación del Gran Tronco en 1913
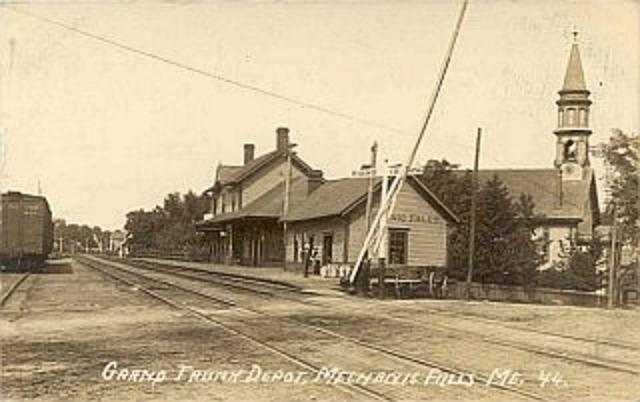
Presentación del Gran tronco en 1913